# Matthias Grunsky
Matthias Grunsky (* 15. August 1971 in Wien) ist ein österreichischer Kameramann (Director of Photography).

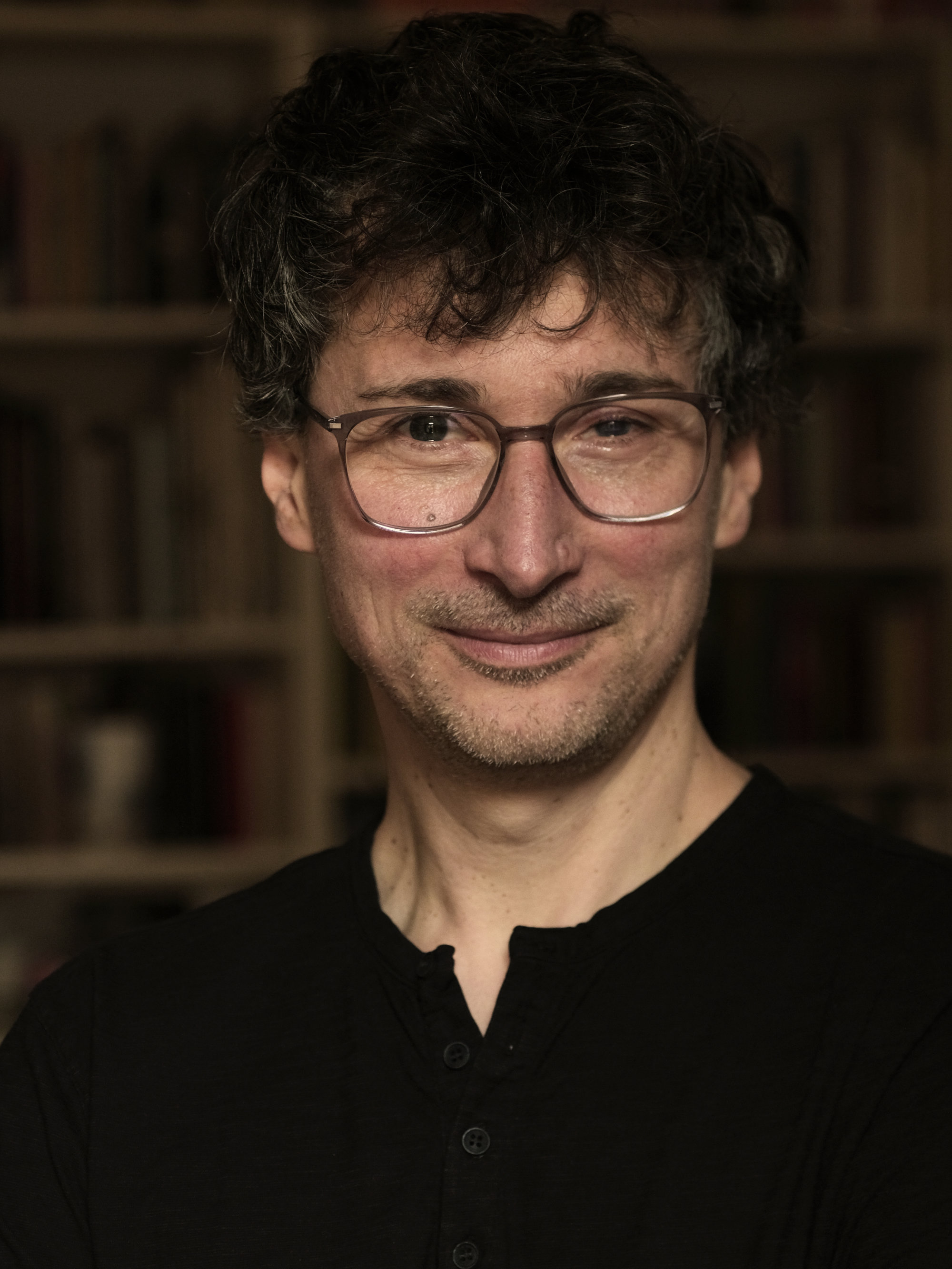
Matthias Grunsky

## Leben und Werk
Als Kameraassistent arbeitete Grunsky in Österreich und Deutschland unter anderem bei Richard Linklaters Before Sunrise (1995) und Franz Antels Der Bockerer II – Österreich ist frei (1996) mit. Danach absolvierte er ein zweijähriges Kamerastudium am American Film Institute in Los Angeles. Sein erster Spielfilm als Kameramann war Funny Ha Ha (2002) für den amerikanischen Regisseur Andrew Bujalski, mit dem er danach sechs weitere Kinofilme drehte. In Deutschland dreht Grunsky unter anderem mit Regisseur Edgar Reitz, für den er beim Kinofilm Leibniz – Chronik eines verschollenen Bildes (2025) hinter der Kamera stand.
Grunsky arbeitet, insbesondere mit Regisseur Bujalski, oft mit unkonventionellen Kameraformaten, wie z. B. mit Schwarzweiß Video-Röhren-Kameras aus den 1970ern beim Kinofilm Computer Chess (2013), für den er bei den US-amerikanischen Independent Spirit Awards in der Kategorie „Best Cinematography“ nominiert wurde, oder mit iPhones beim Film There There (2022).
Für das Musical Saints Rest (2016) gewann er den „Best of the Midwest Award“ in der Kategorie „Best Cinematography“.
Grunsky ist Mitglied im Berufsverband Kinematografie, BVK.
Er arbeitet international, hauptsächlich aber an amerikanischen Independent Spielfilmproduktionen.

## Filmographie (Auswahl)
| Jahr | Film                                         | Regie                               | Anmerkungen                                                      |
| ---- | -------------------------------------------- | ----------------------------------- | ---------------------------------------------------------------- |
| 2002 | Funny Ha Ha                                  | Andrew Bujalski                     |                                                                  |
| 2003 | Berlin Backstage                             | Stéphanie Chuat & Véronique Reymond | mit Axel Prahl, Berliner Philharmoniker unter Sir Simon Rattle   |
| 2005 | Mutual Appreciation                          | Andrew Bujalski                     |                                                                  |
| 2005 | Carrick Mor                                  | Stéphane Tielemans                  | mit Angela Roy, Jan Gregor Kremp                                 |
| 2007 | American Zombie                              | Grace Lee                           |                                                                  |
| 2008 | Nights and Weekends                          | Joe Swanberg & Greta Gerwig         | mit Greta Gerwig                                                 |
| 2009 | Sorry, Thanks                                | Dia Sokol Savage                    |                                                                  |
| 2009 | Beeswax                                      | Andrew Bujalski                     |                                                                  |
| 2013 | Man without a Head                           | Johnny Roc                          | mit Shannyn Sossamon, Taryn Manning,                             |
| 2013 | Computer Chess                               | Andrew Bujalski                     | Nominiert – Independent Spirit Awards für Beste Kamera           |
| 2013 | A Livre Ouvert                               | Stéphanie Chuat & Véronique Reymond | RTS Radio Télévision Suisse                                      |
| 2015 | Results                                      | Andrew Bujalski                     | mit Guy Pearce, Cobie Smulders, Giovanni Ribisi, Brooklyn Decker |
| 2015 | The Honor Farm                               | Karen Skloss                        |                                                                  |
| 2016 | Infinity Baby                                | Bob Byington                        | mit Nick Offerman                                                |
| 2016 | Saints Rest                                  | Noga Ashkenazi                      | Best of the Midwest Award 2019: Beste Kamera                     |
| 2017 | Support the Girls                            | Andrew Bujalski                     | mit Regina Hall, Haley Lu Richardson, Brooklyn Decker            |
| 2020 | Marlene                                      | Andreas Resch                       | mit Cordula Zielonka                                             |
| 2022 | Geschichten vom Franz                        | Johannes Schmid                     | mit Ursula Strauss, Simon Schwarz                                |
| 2022 | There There                                  | Andrew Bujalski                     | mit Jason Schwartzman, Lili Taylor, Molly Gordon, Lennie James   |
| 2023 | Neue Geschichten vom Franz                   | Johannes Schmid                     | mit Ursula Strauss, Simon Schwarz                                |
| 2025 | Leibniz – Chronik eines verschollenen Bildes | Edgar Reitz                         | mit Edgar Selge, Lars Eidinger, Aenne Schwarz, Barbara Sukowa    |

## Auszeichnungen
- Independent Spirit Awards 2014: Nominierung Beste Kamera für „Computer Chess“
- Best of the Midwest Award 2019: Beste Kamera für „Saints Rest“[8]
- History Film Fest, Rijeka, 2019: Beste Kamera für „Defiance. Three Women and the Vote“[9]